# Ján Morovič
Ján Morovič (* 17. července 1945 Šaľa) je slovenský vysokoškolský pedagog, kybernetik a politik KDH, po sametové revoluci československý poslanec Sněmovny národů Federálního shromáždění za Verejnosť proti násiliu, později za ODÚ-VPN.

## Biografie
Je ženatý, má čtyři děti. Bydlí v bratislavském Starém Městě. V letech 1962-1967 vystudoval SVŠT v Bratislavě, obor informatika. V letech 1976-1980 pak na této škole ještě absolvoval doktorandské studium na katedře aplikované kybernetiky. V letech 1997-2002 se habilitoval na Univerzitě Konštantína Filozofa v Nitře. V letech 1968-1971 byl vedoucím oddělení simulace a biomedicínských metod ve Výpočetní laboratoři Slovenské plánovací komise. V období let 1971-1973 působil na postu výzkumného pracovníka ve Výzkumném ústavu využití výpočetní techniky v řízení v Bratislavě, pak od roku 1973 do roku 1976 zastával funkci výzkumného pracovníka ve výpočetním středisku na Farmaceutické fakultě Univerzity Komenského v Bratislavě, v letech 1976-1980 pracoval v Ústavu aplikované kybernetiky v Bratislavě a v letech 1980-1985 působil v zahraničí, v Mezinárodním výzkumném ústavu pro systémovou analýzu v rakouském Laxenburgu. V období let 1986-1990 pracoval jako samostatný výzkumný pracovník v Institutu řízení v Bratislavě.
Ve volbách roku 1990 zasedl za VPN do slovenské části Sněmovny národů (volební obvod Bratislava). Na jaře 1991 v souvislosti s rozkladem VPN přestoupil do poslaneckého klubu jedné z nástupnických formací ODÚ-VPN. Ve Federálním shromáždění setrval do voleb roku 1992.
V letech 1990-1998 byl prezidentem City University Bratislava, kterou zakládal a která působí jako manažerská škola. V období let 2000-2002 byl výkonným ředitelem firmy PLAUT Slovensko, s.r.o., pak od roku 2002 do roku 2005 zastával funkci externího poradce státního tajemníka na ministerstvu zemědělství SR, byl rovněž poradcem na ministerstvu dopravy. V letech 2003-2009 byl mimořádným profesorem na Katolické univerzitě v Ružomberku, kde po roce 2009 působí jako výzkumný a vědecký pracovník.
Postupně se zapojil do činnosti KDH. V roce 2002 se stal členem Rady KDH, členem Krajské rady KDH a krajským volebním koordinátorem při parlamentních volbách na Slovensku roku 2002. V parlamentních volbách na Slovensku roku 2006 neúspěšně kandidoval za KDH na 138. místě kandidátní listiny. Uvádí se jako docent ústavu a mimořádný profesor Katolické univerzitě v Ružomberku. V květnu 2012 se na Okresním sněmu OC KDH Bratislava I stal kandidátem do Rady KDH.